# Estadio 20 de Noviembre
O Estadio 20 de Noviembre é um estádio de beisebol localizado na cidade de San Luis Potosí, México. Tendo capacidade para 6,500 pessoas.